# Rhadinopsylla pilosa
Rhadinopsylla pilosa är en loppart som beskrevs av Ioff et Tiflov 1946. Rhadinopsylla pilosa ingår i släktet Rhadinopsylla och familjen mullvadsloppor. Inga underarter finns listade i Catalogue of Life.